# HKS, Inc.
HKS, Inc. er en amerikansk arkitektur-, design- og planlægningsvirksomhed med hovedkvarter i Dallas, Texas.
Virksomheden blev etableret i 1939 af Harwood K. Smith. De har ca. 1.000 ansatte.